# I piccoli maghi di Oz
I piccoli maghi di Oz è un film direct-to-video del 2018 diretto da Luigi Cozzi e presentato nel dicembre 2018 al Fantafestival.

## Trama
In una scuola elementare di Roma, una giovane supplente inizia a leggere estratti del libro Il mago di Oz ai suoi piccoli alunni. Poco dopo iniziano a verificarsi cose bizzarre, mentre realtà e sogno si fondono portando i bambini a divenire i protagonisti di una nuova versione della fiaba di L. Frank Baum.